# Vyrážka
Vyrážka, odborně exanthém, exantém, exanthema (výkvětek, z lat. ex "z" a řec. anthos "květ"), osutina, výkvětek, (adjektivum exantémový, exantematický) je výsev kožních projevů (eflorescencí), jenž může být příznakem kožních, infekčních nebo i jiných chorob. Vyrážka vzniká také často jako alergická reakce - buďto po požití potraviny obsahující alergen, na nějž je dotyčná osoba citlivá (potravinové alergie), nebo po požití léku (léková alergie), nebo po kontaktu pokožky s alergenem (zvířecí srst, některé rostliny apod.).
Vyrážka na sliznicích (nejčastěji v dutině ústní), která exantém často doprovází, se označuje jako enantém (enanthema) neboli vyrážka vnitřní, vyrážka puchýřnatá jako hydroa.

## Onemocnění, jež jsou provázena vyrážkou

### Infekční
- Rubeola (zarděnky)
- Spalničky (osypky)
- Spála
- Plané neštovice
- Erythema infectiosum
- Exanthema subitum

### Neinfekční
- Duhringova nemoc